# Sedenia xeroscopa
Sedenia xeroscopa is een vlinder van de familie van de grasmotten (Crambidae). De wetenschappelijke naam van deze soort is voor het eerst voorgesteld door Oswald Bertram Lower in een publicatie uit 1900.
De soort komt voor in Australië.